# Identità segreta
Identità segreta è un'espressione usata nella narrativa di una fiction supereroistica quando un personaggio conduce due o più esistenze separate. Ha quindi un'identità "vera", con la famiglia, il lavoro e simili, e una seconda identità che può essere nota a nessuno o pochi; in alcuni casi può essere ignota anche a lui.
Alcuni esempi possono essere le spie come nei film True Lies o Mission: Impossible, i supereroi dei fumetti, o nell'ultimo caso persone la cui identità segreta appartiene almeno in parte ad un'altra personalità, come il Dr. Jekyll e Mr. Hyde o nella serie TV My Own Worst Enemy.
L'uso di un'identità segreta ha di solito le seguenti motivazioni:
- permette al personaggio di vivere una "vita normale";
- protegge da possibili minacce, ritorsioni o vendette il personaggio e le persone a lui care.

Nella narrativa o nei fumetti i personaggi sono soliti indossare maschere o costumi, per proteggere la loro vera identità. L'uso dell'identità segreta risale all'inizio del XX secolo con i personaggi come La primula rossa, Il ranger solitario e Zorro. Successivamente nei fumetti, con l'avvento dei supereroi, l'uso dell'identità segreta è diventato sempre più comune.